# Scutobruchus gastoi
Scutobruchus gastoi là một loài bọ cánh cứng trong họ Bruchidae. Loài này được Kingsolver miêu tả khoa học năm 1968.